# Чекупс
Чекупс (Чикубс, Чигупс) — река в России, протекает в Краснодарском крае. Устье реки находится в плавнях реки Кубани. Длина реки — 12 км, площадь водосборного бассейна — 37,1 км². Название переводится как «грунтовая речка» (адыг. Чӏыгу — «земля»).

## Данные водного реестра
По данным государственного водного реестра России относится к Кубанскому бассейновому округу, водохозяйственный участок реки — Варнавинский Сбросной канал. Речной бассейн реки — Кубань.
Код объекта в государственном водном реестре — 06020002012108100006214.